# Miaohui

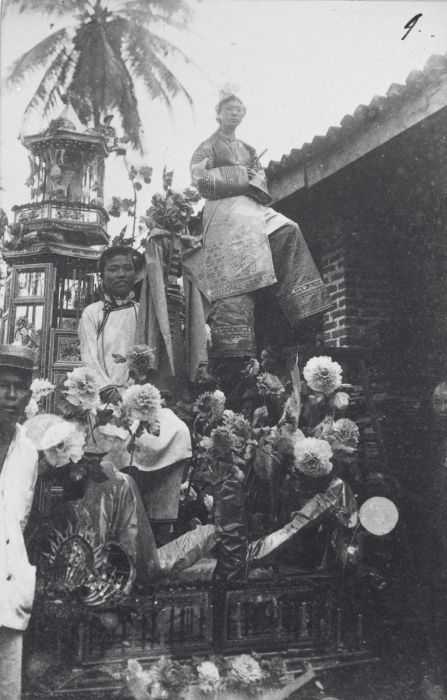
Miaohui in Medan

Een miaohui of (Chinees) tempelfeest is een bijeenkomst die in een taoïstische tempel, boeddhistische tempel, Confuciustempel of Chinese tempel wordt gehouden. De festiviteiten bestaan uit het offeren aan de goden en heiligen, afsteken van vuurwerk, een optocht met de beelden van een of meer goden en heiligen, entertainment (zoals Chinese opera en traditionele Chinese muziek) en tempelmarktbezoek. Miaohui's waren vroeger in de Chinese cultuur zeer belangrijk. 
Tijdens de Oostelijke Han-dynastie ontstonden de eerste miaohui's die georganiseerd werden door taoïsten. Tijdens de Zes Dynastieën werden in boeddhistische tempels ook miaohui's georganiseerd door de grote populariteit van taoïstische miaohui's.

## Optocht
Het belangrijkste onderdeel van de miaohui wordt gevormd door de religieuze optocht. Hierbij worden de belangrijkste altaarstukken (kandelaren, bloemenvazen, wierookvaten, shenzhupai), offeringen (kaarsen, wierook, bloemen, vlees, vis, rijst, wijn), godenbeelden en religieuze voorwerpen (gezegende bamboestok, lampionnen, tempelwapens, vlaggen, banieren, parasols, houten borden, grote waaiers) meegenomen door een stoet van tempelgangers. Men kan het vergelijken met katholieke processies. De altaarstukken, offeringen en godenbeelden worden gedragen op draagaltaren, die door twee of vier tempelgangers wordt gedragen. De religieuze voorwerpen worden per stuk door één persoon in de hand vastgehouden. Op de houten borden staan teksten als "肅靜" wat "rust" betekent en "迴避" wat "vermijden" betekent. De dragers van lampionnen staan altijd voorop in de optocht. Daarachter staan muzikanten die religieuze muziek spelen door middel van trommels en suonas.
Wanneer de optocht terug de tempel ingaat, proberen gelovigen bij de ingang van de tempel met het hun handen of met een hand vol dodengeld de godenbeelden aan te raken om de zegening des hemels te verkrijgen.
In het cultuurgebied waar men Minnanyu spreekt, zal men in de optocht ook mensen vinden die verkleed zijn als de goden uit het taoïstische pantheon. De pakken kunnen wel drie meter lang zijn. Door middel van kijkgaten in het buikgedeelte of borstgedeelte van de godheid kunnen de dragers zicht hebben op de straat.